# Ophiomastix venosa
Ophiomastix venosa är en ormstjärneart som beskrevs av Peters 1851. Ophiomastix venosa ingår i släktet Ophiomastix och familjen Ophiocomidae. Inga underarter finns listade i Catalogue of Life.